# Azizulhasni Awang
Azizulhasni Awang (født 5. januar 1988) er en malaysisk cykelrytter, der konkurrerer i banecykling.
Han repræsenterede sit land under sommer-OL 2012 i London, hvor han blev nummer 6 i keirin.
Under sommer-OL 2020 i Tokyo, der blev afholdt i 2021, vandt han sølv i keirin.